# Solférino
Solférino är en kommun i departementet Landes i regionen Nouvelle-Aquitaine i sydvästra Frankrike. Kommunen ligger i kantonen Sabres som tillhör arrondissementet Mont-de-Marsan. År 2022 hade Solférino 361 invånare.

## Befolkningsutveckling
Antalet invånare i kommunen Solférino
Referens:INSEE